# Mount Ascutney
Il Mount Ascutney è un monadnock, cioè una montagna che sorge isolata nel terreno circostante, situato nella Contea di Windsor, nella parte meridionale dello Stato americano del Vermont.

## Origine del nome
Tradizionalmente il nome "Ascutney" veniva fatto derivare dalla parola Ascutegnik, che nella lingua degli Abenachi indicava un insediamento nei pressi del punto dove il fiume Sugar River confluisce nel fiume Connecticut. Recentemente il consiglio di Stato del Vermont ha stabilito che la parola non ha un'origine certa.
Il nome con cui gli Abenachi chiamano la montagna è "Kaskadenak" (pronuncia: Cas-Cad-Nac), che significa "montagna dalla vetta rocciosa". 
Nel luglio 2018 era stata avanzata una proposta ufficiale per ridenominare "Mount Kaskadenak" il Mount Ascutney, ma il Vermont Board of Libraries, l'ente che ha la responsabilità nell'assegnazione delle denominazioni geografiche dello Stato, ha respinto la richiesta.

## Caratteristiche
Il Mount Ascutney si innalza fino a 958 m sul livello del mare, con una prominenza di 692 m rispetto al terreno circostante. È la seconda vetta più alta della Contea di Windsor dopo il Gillespie Peak, situato più a ovest.
Il monadnock è caratterizzato da affioramenti di granito, uno dei quali posto vicino alla vetta della montagna serve come base di lancio per gli appassionati di deltaplano. Le pareti della montagna sono piuttosto ripide e i sentieri per raggiungere la vetta attraversano la foresta statale del Vermont.
La base della montagna si estende sul territorio di diversi villaggi: Ascutney, Brownsville, Windsor e West Windsor. Data la sua elevazione solitaria, il Mount Ascutney è visibile anche dalla sommità del Monte Washington, situato nello Stato del New Hampshire a circa 110 chilometri di distanza.

## Clima
Il clima dell'area è semiboreale. La temperatura media è di 7 °C. Il mese più caldo è luglio con 20 °C e il mese più freddo è gennaio con -10 °C.
La piovosità media è di 1.310 millimetri all'anno. Il mese più umido è dicembre con 152 mm di pioggia, mentre il più secco è marzo con 77 mm.